# (9972) Minoruoda
(9972) Minoruoda est un astéroïde de la ceinture principale.

## Description
(9972) Minoruoda est un astéroïde de la ceinture principale. Il fut découvert le 26 mai 1993 à Kiyosato par Satoru Ōtomo. Il présente une orbite caractérisée par un demi-grand axe de 2,29 UA, une excentricité de 0,20 et une inclinaison de 9,4° par rapport à l'écliptique.

## Compléments